# قائمة حوادث الغواصات منذ عام 2000

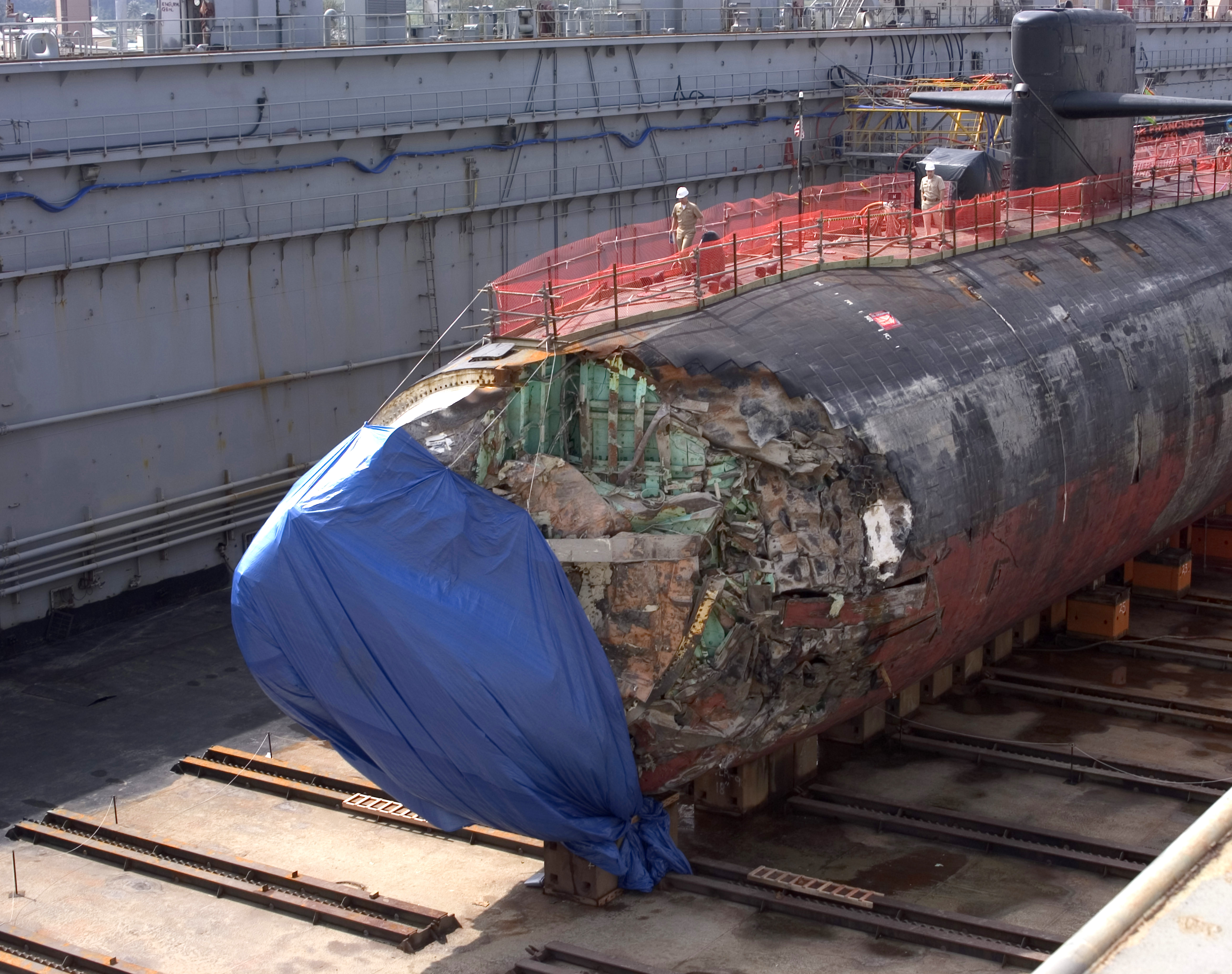
في حوض جاف بعد جنوحها جنوب غوام في عام 2005

تتناول هذه المقالة الحوادث الرئيسية المتعلقة بالغواصات منذ عام 2000.

## 2000

### انفجاركورسك
في أغسطس 2000، غرقت الغواصة Kursk من فئة أوسكار الثانية في بحر بارنتس عندما أدى تسرب بيروكسيد في غرفة الطوربيد الأمامية إلى تفجير رأس طوربيد حربي، مما أدى بدوره إلى انفجار حوالي نصف دستة من الرؤوس الحربية الأخرى بعد حوالي دقيقتين. كان الانفجار الثاني يعادل حوالي 3-7 أطنان من مادة تي إن تي وكان كبيرًا بما يكفي للتسجيل في أجهزة قياس الزلازل عبر شمال أوروبا. أدى الانفجار وتدفق المياه الناتج عن ارتفاع ضغط مياه البحر إلى مقتل غالبية بحارة الغواصة البالغ عددهم 118 بحارًا. نجا 23 منهم كانوا في مؤخرة الغواصة، لكن على الرغم من جهود الإنقاذ الدولية، ماتوا بعد عدة أيام إما بسبب حريق أو اختناق بسبب نقص الأكسجين. تعرضت البحرية الروسية لانتقادات شديدة في روسيا من قِبل أفراد أسرة الطاقم المتوفى لعدم قبول المساعدة الدولية على الفور.

## 2001

### تصادم «إهيمه مارو»مع «يو إس إسجرينفيل»

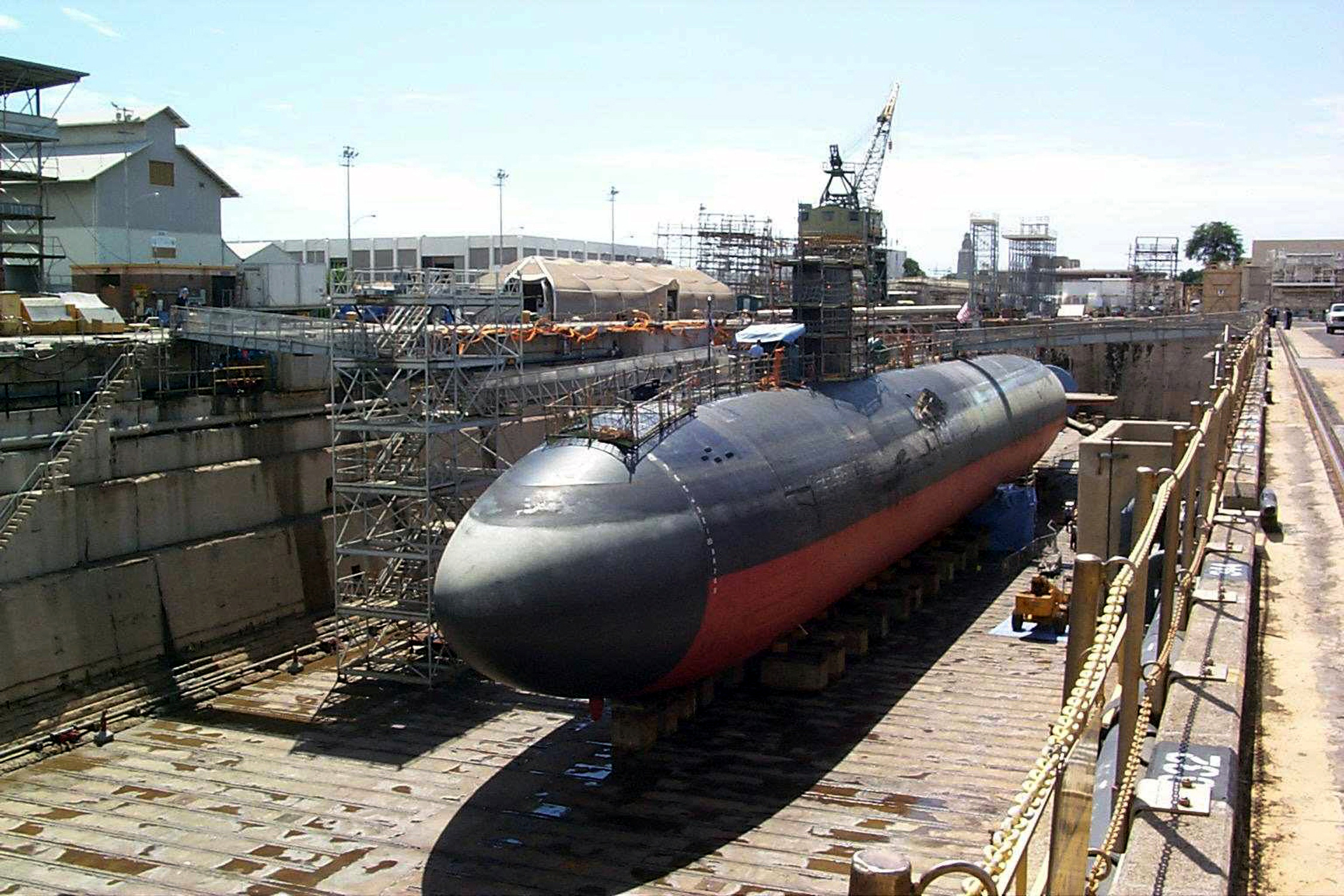
Greeneville في حوض جاف في بيرل هاربور في 21 فبراير 2001 بعد اصطدامها وغرق إهيم مارو.

في 9 فبراير 2001، اصطدمت الغواصة الأمريكية USS Greeneville بطريق الخطأ بسفينة تدريب صيد الأسماك في المدرسة الثانوية اليابانية، إهيم مارو، مما أسفر عن غرق السفينة ومقتل تسعة من الخمسة والثلاثين ياباني الذين كانوا على متنها، بما في ذلك أربعة طلاب، وقع ذلك الحادق على بُعد 10 ميل (16 كـم) قبالة ساحل أواهو. وقع الاصطدام بينما كان أفراد على متن الغواصة يراقبون تدريبات طارئة على السطح.
وجد تحقيق بحري أن الحادث كان نتيجة خطأ فيعمليات السونار، وتفتيش المنظار غير الفعال من قبل قبطان الغواصة، القائد سكوت وادل، وسوء الاتصال بين الطاقم، والانحرافات الناجمة عن وجود 16 ضيفًا مدنيًا على متن الغواصة.
تعرضت البحرية وقيادة جرينفيل لانتقادات لعدم قيامهما بمحاولة فورية لمساعدة اليابانيين في إهيم مارو الذين نجوا من الاصطدام الأولي. كانت الظروف الجوية قد ادت لوجود أمواج تصل إلى 8 إلى 12 قدم (2.4 إلى 3.7 م) إضافة إلى أن حالة الطفو الجزئي للغواصة قد منعت فتح فتحات السطح. ذُكرت هذه الأسباب لاختيار قبطان الغواصة الوقوف والبقاء على مقربة منها. واستجاب خفر السواحل الأمريكي مباشرة للحادث، ولجأ الناجون إلى قوارب النجاة من سفينة إهيم مارو.

## 2002

### حريق يو إس إسدولفين
في مايو 2002، تعرضت غواصة أبحاث البحرية USS Dolphin لتدفق شديد للمياه وحرائق قبالة سواحل سان دييغو، كاليفورنيا. تخلي الطاقم عن الغواصة، وجرى إنقاذهم من قبل السفن البحرية القريبة. لم يُصب أحد بجروح خطيرة. وعلى الرغم من تعرض الغواصة لأضرار بالغة، فقد جرى سحبها إلى سان دييغو لإصلاحها.

### اصطدام يو إس إسأوكلاهوما سيتي بناقلة
في 13 نوفمبر 2002، اصطدمت الغواصة USS Oklahoma City مع ناقلة الغاز الطبيعي المسال Leif Hoegh Norman Lady شرق مضيق جبل طارق. لم يصب أحد على متن أي من السفينتين بأذى، ولم يكن هناك تسرب للنفط من خزانات الوقود ولم يوجد خطر على البيئة، لكن الغواصة تعرضت لأضرار في المنظار ومنطقة الإبحار، وجرى وضعها في لا-مادالينا، سردينيا، لإصلاحها. وقد أُعفي قائدها، القائد ريتشارد فوتير، من منصبه في 30 نوفمبر. كما جرى تأديب ضابط آخر واثنين من أعضاء الطاقم بسبب التقصير في أداء الواجب.

### أتش أمأس ترافالغار
في نوفمبر 2002، جنحت غواصة Trafalgar-class submarine التابعة للبحرية الملكية، بالقرب من سكاي Skye، مما تسبب في أضرار بقيمة 5 ملايين جنيه إسترليني لهيكلها وإصابة ثلاثة بحارة. كانت الغواصة على عمق 50 متر (160 قدم) تحت السطح وتسير بسرعة أكبر من 14 عقدة (26 كم/س) عندما أمر الملازم أول تيم غرين، وهو طالب في دورة قيادة الغواصات، بتغيير المسار الذي صدمها بالصخور في Fladda-chùain، وهي جزيرة صغيرة.
ذكر تقرير صدر في مايو 2008 أن ورقة التتبع (المستخدمة لحماية المخططات الملاحية) قد حجبت البيانات الحيوية أثناء التمرين التدريبي. علاوة على ذلك، لم يكن الضابط المسؤول عن التمرين يتتبع موقع الغواصة باستخدام جميع المعدات المتاحة. جرت محاكمة القائدين روبرت فانسي وإيان ماكغي أمام محكمة عسكرية ووُجه لهما اللوم بشأن الحادث.

## 2003

### تسرب مياه HMASDechaineux
في 12 فبراير 2003، كانت الغواصة HMAS Dechaineux، التابعة للبحرية الملكية الأسترالية (RAN) تعمل بالقرب من أقصى عمق غوص آمن لها قبالة سواحل أستراليا الغربية عندما انفجر أنبوب مياه البحر. غمرت مياه البحر عالية الضغط غرفة المحرك السفلية قبل إغلاق الخرطوم. قُدر أنه إذا استمر التدفق لمدة عشرين ثانية أخرى، فإن وزن الماء كان سيمنع الغواصة من العودة إلى السطح. استدعت البحرية جميع الغواصات من فئة كولينز إلى قاعدة الغواصة HMAS <i id="mwaA">Stirling</i> بعد هذا الحدث الكارثي، ولم يتمكن المهندسون البحريون من العثور على أي عيوب في الأنابيب يمكن أن تُسبب الانفجار، لكنهم أمروا بتقليل أقصى عمق آمن لهذه الغواصات.

### حادث مينج361
في مايو 2003، أعلنت الصين أن طاقم الغواصة مينج بأكمله (70 شخصًا) لقوا مصرعهم على متن الغواصة بسبب عطل ميكانيكي. وقع الحادث قبالة ساحل مقاطعة لياونينغ بشمال شرق الصين. جرى انتشال الغواصة وسحبها إلى ميناء غير معروف، لتحديد سبب الحادث. فعندما كانت البطارية تنفد، ظهرت الغواصة للسطح بفتحة تهوية للأكسجين، الذي كان يُستهلك بشكل كبير بواسطة محركات الديزل. في الوقت نفسه، ارتفعت موجة البحر وبدأت مياه البحر تتدفق إلى الفتحة المفتوحة التي أُغلقت تلقائيًا لمنع التدفق المياه إلى الغواصة. لم يكن هناك جهاز واحد على الغواصة لاكتشاف مستوى الأكسجين المنخفض واختنق الطاقم بسبب محركات الديزل التي تستهلك كل الأكسجين الموجود داخل الغواصة. نتيجة لذلك، جرى فصل القائد والمفوض السياسي لبحرية جيش التحرير الشعبي من الخدمة، وكذلك القائد والمفوض السياسي ورئيس أركان الأسطول الشمالي.

### غرق K-159
في أغسطس 2003، غرقت الغواصة الروسية K-159 في بحر بارنتس. جرى إيقاف تشغيل هذه الغواصة، وسحبها بعيدًا لأنها صارت خردة. مات في الحادث 9 من طاقمها البالغ عدده عشرة.

### نزول يو إس إسهارتفورد للأرض
في 25 أكتوبر 2003، نزلت الغواصة Los Angeles-class submarine USS Hartford إلى القاع في ميناء لا مادالينا، سردينيا، في البحر الأبيض المتوسط. تسبب هذا الحادث في خسائر بقيمة تسعة ملايين دولار.

## 2004

### حريق HMCSChicoutimi
في 5 أكتوبر 2004، تعرضت الغواصة الكندية HMCS تشيكوتيمي لحريقين بعد مغادرة ميناء فاسلين إلى ميناء هاليفاكس. توفي أحد الضباط، وهو الملازم في القوات الكندية (البحرية) كريس سوندرز، في اليوم التالي أثناء نقله بالطائرة المروحية إلى مستشفى في أيرلندا. خلص محققو القوات الكندية إلى أن العزل السيئ لبعض كابلات الكهرباء تسبب في اندلاع الحرائق. وجد مجلس التحقيق التالي أن الحريق نتج عن سلسلة من الأحداث التي تسببت في حدوث قوس كهربائي في وصلات الكابلات نتيجة دخول مياه البحر في المفاصل.

## 2005

### اصطدام يو إس إسسان فرانسيسكومع تضاريس تحت البحر
في 8 يناير 2005، كانت الغواصة Los Angeles-class submarine USS San Francisco تحت المياه، حيث اصطدمت بجبل بحري تحت سطح البحر على بعد حوالي 350 ميل (560 كـم) جنوب غوام في جزر مارياناس. توفي أحد بحارتها، الميكانيكي جوزيف ألين آشلي، من أكرون، أوهايو، متأثرًا بجروح تعرض لها في التصادم. حدث هذا بينما كانت الغواصة في رحلة عالية السرعة لزيارة بريسبان، أستراليا.
وأصيب 97 بحارا آخرين في هذا الحادث، من بينهم اثنان بخلع الكتفين. كان الاصطدام بالجبل البحري شديدًا لدرجة أن الغواصة كادت أن تغرق. وتحدثت الروايات عن صراع يائس من أجل الطفو الإيجابي بعد أن تمزق صهريج الصابورة الأمامية. ذكرت عدة مواقع إخبارية على الإنترنت أن الغواصة اصطدمت «بجبل بحري مجهول» بسرعة عالية. جرى إعفاء قبطان الغواصة، القائد كيفين موني، لاحقًا من قيادته بعد أن كشف تحقيق أنه كان يستخدم أساليب غير كافية لتخطيط رحلة المحيط.
كانت الغواصة تسير بسرعة أكبر من 25 عقدة (46 كم/س) لحظة التصادم، مما تسبب في انهيار جزء من قوسها (بما في ذلك نظام السونار)، عادت الغواصة إلى قاعدتها في غوام، حيث جرت إصلاحات طارئة. وبعد ذلك انتقلت إلى Puget Sound Naval Shipyard لإجراء المزيد من الإصلاحات الدائمة. جرى استبدال قسم القوس في الغواصة بجزء من غواصة أخرى خارج الخدمة. وعادت الغواصة إلى الخدمة النشطة في أسطول المحيط الهادئ، ومقره في سان دييغو.

### حادثة AS-28
في 5 أغسطس 2005، علقت الغواصة الروسية AS-28، أثناء عملها قبالة ساحل شبه جزيرة كامتشاتكا، حيث اشتبكت في شبكة صيد، أو ربما كبلات خاصة بمجموعة هوائي تحت الماء، وذلك على عمق 190 مترًا (600) قدم). ولم تعد الغواصة قادرة على تحرير نفسها، وكادت إمدادات الهواء أن تنفد.
بعد جهود متعددة الجنسيات، تمكن فريق البحرية الملكية باستخدام Scorpio ROV من تحرير الغواصة من التشابك، مما سمح لها بالعودة إلى السطح. ونجا جميع أفراد الطاقم السبعة.

### اصطدام يو إس إسفيلادلفيامع إم فيياسا آيسن
في 5 سبتمبر 2005، كانت الغواصة USS Philadelphia في الخليج العربي على بُعد حوالي 30 ميل بحري (60 كـم) شمال شرق البحرين عندما اصطدمت بالسفينة التجارية التركية MV Yasa Aysen. ولم ترد أنباء عن وقوع اصابات في أي منهما. ووصفت الأضرار التي لحقت بالغواصة بأنها «سطحية». تعرضت السفينة التركية لأضرار طفيفة في جسمها فوق خط الماء مباشرة، لكن خفر السواحل الأمريكي فحص الغواصة ووجدها لا تزال صالحة للإبحار. جرى إعفاء الضابط القائد في فيلادلفيا، ستيفن م.أوكشولم، من قيادته بعد هذا الاصطدام.

## 2006

### حريقدانييل موسكوفسكي
في 6 سبتمبر 2006 تعرضت الغواصة الروسية فيكتور من الدرجة الثالثة <i id="mw2A">دانييل موسكوفسكي</i> لحريق أدى إلى مقتل اثنين من أفراد الطاقم (ضابط صف وبحار). في وقت الحادث، كانت الغواصة ترسو قبالة شبه جزيرة ريباتشي، على الساحل الشمالي لروسيا بالقرب من الحدود مع النرويج. جرى إخماد الحريق دون أن يلحق الضرر بالمفاعل (الذي كان قد جرى إطفاؤه احترازيًا) وسُحبت الغواصة إلى قاعدة في فيدياييفو. ذُكر أن الحادث كان بسبب حريق كهربائي في أسلاك الغواصة.

### حادثة يو إس إسمينيابوليس - سانت بول
في 29 ديسمبر 2006 في بليموث ساوند، إنجلترا، جرفت الأمواج العاتية أربعة من أفراد طاقم الغواصة USS Minneapolis-Saint Paul من على سطح الغواصة. أدى ذلك إلى وفاة كبير القادة توماس هيغينز وفني سونار مايكل هولتز. بعد التحقيق الأولي، تلقى القائد إدوين روف خطاب تأديبي، يفيد بأنه كان من الممكن تجنب وقوع الحادث، وجرى إعادة تعيينه في منصب على الشاطئ في نورفولك، فيرجينيا.

## 2007

### تصادم يو إس إسنيوبورت نيوزمع ناقلة النفط اليابانيةموجاميغاوا
في 8 يناير 2007، كانت الغواصة USS Newport News تعبر مغمورة في مضيق هرمز عندما اصطدمت بالناقلة اليابانية موغاميجاوا. كانت الغواصة تعمل ضمن مجموعة Carrier Strike Group 8 (CSG-8) المنظمة حول حاملة الطائرات USS Dwight D. Eisenhower وأُرسلت إلى المحيط الهندي للمساعدة في دعم العمليات في الصومال.

### إتش إم إس تايرليس
في 21 مارس 2007، مات اثنان من أفراد طاقم الغواصة التابعة للبحرية الملكية، أتش أم أس Tireless في انفجار ناجم عن معدات تنقية الهواء في القسم الأمامي من الغواصة. كانت الغواصة في الخدمة في المحيط المتجمد الشمالي وكان عليها أن تصنع سطحًا طارئًا خلال حزمة الجليد. جرى نقل أحد أفراد الطاقم الذي تعرض لإصابات «لا تهدد حياته» جواً إلى مستشفى عسكري في قاعدة إلمندورف الجوية بالقرب من أنكوريج، ألاسكا. وبحسب البحرية الملكية، فإن الحادث لم يؤثر على المفاعل النووي للسفينة، وتعرضت السفينة لأضرار سطحية فقط.

## 2008

### حادثة HMSSuperb
في 26 مايو 2008، اصطدمت الغواصة HMS Superbالتابعة للبحرية الملكية بصخرة تحت الماء في شمال البحر الأحمر، 80 ميل (130 كـم) جنوب السويس وألحق ذلك أضرارا بأجهزة السونار. جرى إيقاف تشغيل الغواصة في وقت أبكر بقليل مما كان مخططا له نتيجة للضرر.

### تسرب الغاز في K-152نيربا
في 8 نوفمبر 2008، توفي ما لا يقل عن 20 رجلاً اختناقاً من تسرب غاز على متن الغواصة النووية الروسية K-152 <i id="mwARU">Nerpa</i>، أثناء التجارب في بحر اليابان. جرى تأجير الغواصة للبحرية الهندية في عام 2011 وبدأت رسميًا بالخدمة باسم INS Chakra في عام 2012.

## 2009

### تصادم HMSVanguardوTriomphant
حدث تصادم بين اثنين من الغواصات النووية، هما الغواصة أتش أم أس Vanguard التابعة للبحرية الملكية والغواصة <i id="mwASQ">Triomphant</i> التابعة للبحرية الفرنسية في فبراير 2009 في المحيط الأطلسي. ولم ترد أنباء عن وقوع إصابات أو تسريبات إشعاعية.

### اصطدام يو إس إسهارتفوردمع يو إس إسنيو أورليانز

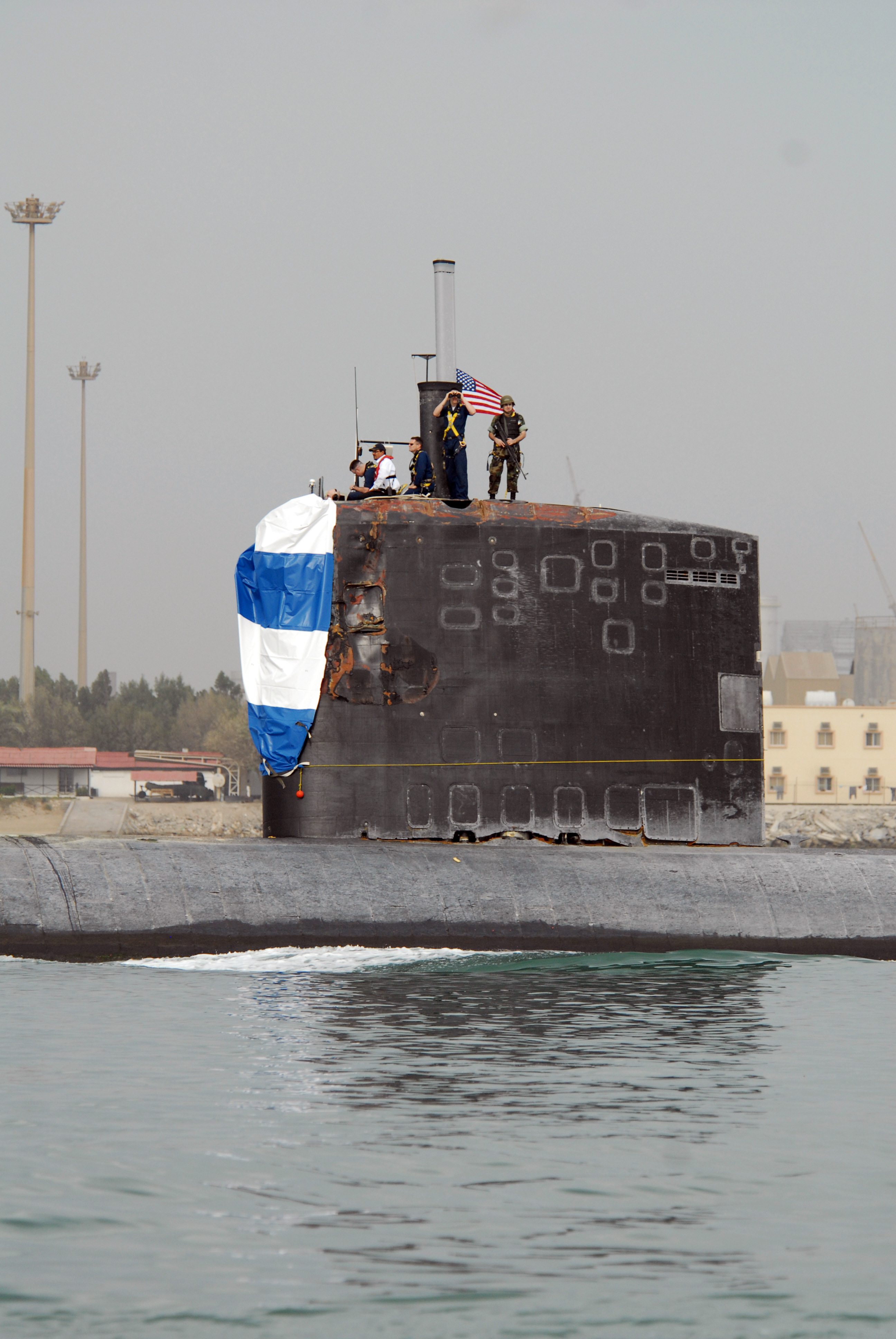
يو إس إس هارتفورد في البحرين بعد يوم من الاصطدام

في 20 مارس 2009، اصطدمت الغواصةUSS Hartford مع الغواصة USS New Orleans في Strait of Hormuz.

## 2010

### حريق INSSindhurakshak
في فبراير 2010، أدى خطأ صمام البطارية وتسرب غاز الهيدروجين إلى حريق تسبب في انفجار حجرة بطارية الغواصة INS <i id="mwATw">Sindhurakshak</i>، مما أسفر عن مقتل بحار واحد وإصابة اثنين من البحارة.

### حادثة INSShankush
في 30 أغسطس 2010، تعرضت الغواصة INS Shankush التابعة للبحرية الهندية إلى صعوبات فنية أثناء قيامها بتمرين مخطط لها قبالة مومباي. أثناء إجراء الإصلاحات، جرفت الأمواج فريق صيانة الغواصة في البحر بسبب حالة البحر القاسية. نجح فريق مكون من خمسة ضباط وبحارة، بقيادة الضابط التنفيذي للغواصة، الملازم أول القائد فردوس دي موغال، في استعادة جميع أفراد الطاقم. ومع ذلك، فقد أن الأمواج قد جرفت الضابط نفسه في البحر بعد ذلك بسبب ظروف البحر الهائجة وأصيب بجروح خطيرة في جبينه. جرى إنقاذه بواسطة مروحية أُرسلت من محطة البحرية الجوية، لكنه مات وهو في طريقه إلى الشاطئ.

### نزول HMSAstuteللأرض

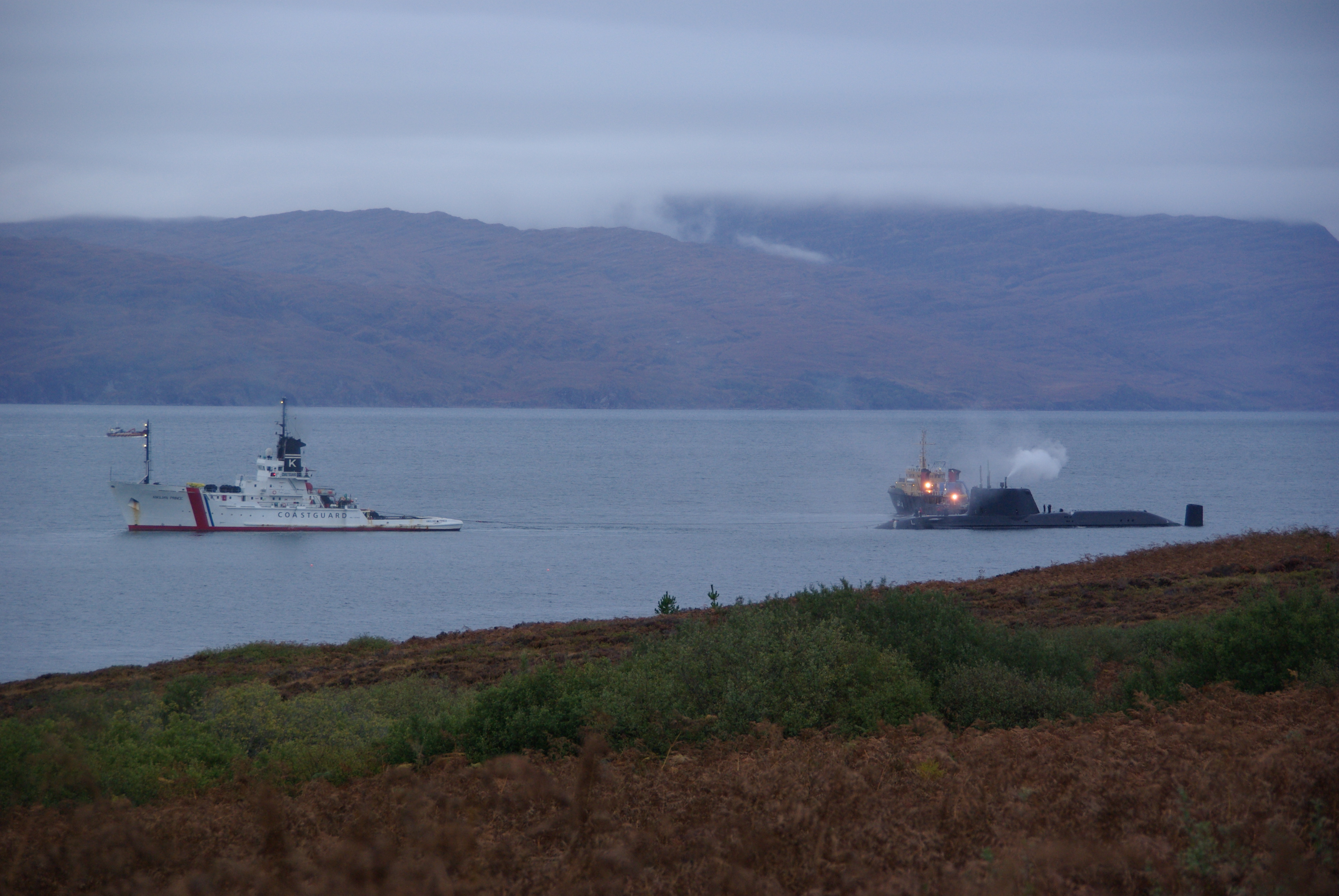
انحرفت الغواصة مع سفينة سحب الطوارئ Anglian Prince

في 22 أكتوبر 2010، جنحت الغواصة أتش أم أس Astute ونزلت إلى القاع على الضفة الرملية قبالة ساحل جزيرة سكاي في اسكتلندا.

## 2011

### نزول HMCSCorner Brookللأرض
في 4 يونيو 2011 نزلت الغواصة HMCS Corner Brook إلى القاع في ساحل جزيرة Vancouver، حيث أصيب اثنان من طاقمها بجروح طفيفة. جرى تحقيق حول الحادث وأسفر عن إعفاء القائد من منصبه.

## 2012

### حريق يو إس إسميامي
في 23 مايو 2012، أثناء إصلاح الصيانة المجدولة للغواصة USS Miami تعرضت لأضرار جسيمة بسبب حريق، اكتُشف لاحقًا أنه جزء من سلسلة من الحرائق التي بدأها عمداً عامل مدني في حوض بناء السفن كان يسعى للحصول على إجازة من العمل. قررت البحرية أنه سيكون من غير الاقتصادي إصلاح الغواصة وقررت إيقاف تشغيلها.

### اصطدام يو إس إسمونبلييهمع يو إس إسسان جاسينتو
في 13 أكتوبر 2012، اصطدمت الغواصة USS Montpelier مع السفينة USS San Jacinto في شمال شرق فلوريدا، وذلك خلال تدريب كانت الغواصة تسير فيه على عمق صغير. ولم تقع إصابات فيهما. وأسفرت التحقيقات أن سبب الحادثة هو خطأ بشري.

## 2013

### انفجار وغرق INSSindhurakshak
في 14 أغسطس 2013، غرقت الغواصة Sindhurakshak التابعة للبحرية الهندية بعد انفجارات سببها حريق على متنها عندما رست الغواصة في مومباي. ووقع الحريق، الذي أعقبه سلسلة من الانفجارات بالقذائف على الغواصة المسلحة، بعد منتصف الليل بقليل. جرى اخماد الحريق في غضون ساعتين. وبسبب الأضرار الناجمة عن الانفجارات فقد غرقت الغواصة على الرصيف ولم يظهر سوى جزء منها فوق سطح الماء. وبحسب ما ورد فقد قفز البحارة من على متن الغواصة إلى بر الأمان. وجرى انتشالها في وقت لاحق وانتشال جثث 18 شخصا.
كان الجزء الأمامي من الغواصة ملتويًا ومثنيًا ومتجعدًا بسبب الانفجار، ودخل الماء إلى المقصورة الأمامية. وتعرضت غواصة أخرى، INS Sindhuratna، لأضرار طفيفة عندما تسبب الحريق في Sindhurakshak في انفجار طوربيداتها. وجد التحقيق في الحادث أن سبب الحادث هو انتهاك إجراءات التشغيل القياسية أثناء تحميل طوربيد. نتج عن ذلك انفجار طوربيدات خلال الحادث بينما تفككت الطوربيدات الـ 14 المتبقية.
وقالت مصادر رسمية أنه من «المستبعد جدا» عودة الغواصة إلى الخدمة.

### حريقK-150 تومسك
في 16 سبتمبر 2013، نُقل خمسة عشر بحارًا إلى المستشفى بعد حريق في غواصة من فئة أوسكار. بدأ الحريق أثناء عملية اللحام، حيث كان يجري إصلاح الغواصة في حوض بناء السفن Zvezda بالقرب من فلاديفوستوك على بحر اليابان. جرى إخماد الحريق بعد خمس ساعات. وقالت لجنة تحقيق فيدرالية إن الحريق تسبب في «أضرار لصحة 15 جنديا» وبقوا في المستشفى. ولم تذكر تفاصيل عن حالتهم.

### اصطدام يو إس إسجاكسونفيل
في 10 يناير 2013، اصطدمت الغواصة USS Jacksonville بسفينة مجهولة في الخليج العربي وفقدت أحد مناظيرها. جرى إعفاء ضباط القيادة والتنفيذيين للغواصة عقب الحادث.
ذكرت التحقيقات لاحقًا أن السفينة كانت سفينة صيد.

## 2015

### تصادم HMSTalent
في أوائل عام 2015 دخلت الغواصة أتش أم أس Talent قاعدة ديفونبورت البحرية في بليموث وبها ضرر كبير بزعنفتها. كانت الغواصة تعمل في القطب الشمالي لتتبع الغواصات الروسية. وذكرت التقارير الرسمية أن الغواصة اصطدمت بالجليد.

## 2016

### غرق غواصة كورية شمالية مجهولة
في 11 مارس 2016، أفادت CNN وAmerican Naval Institute News أن مسؤولين أمريكيين لم يُكشف عن أسمائهم يعتقدون أن غواصة كورية شمالية فُقدت في البحر في بحر اليابان. وبحسب التقارير، كان الجيش الأمريكي يراقب الغواصة عندما «توقفت»، وشوهدت البحرية الكورية الشمالية وهي تقوم بتفتيش المنطقة بواسطة الأقمار الصناعية والطائرات والسفن الأمريكية.

### تصادم HMSAmbush
في 20 يوليو 2016، أثناء العمل على عمق المنظار في تمرين تدريبي في مضيق جبل طارق، اصطدمت الغواصة أتش أم أس Ambush بسفينة تجارية، مما ألحق أضرارًا كبيرة بقمة برجها. لم تتعرض السفينة التجارية لأي ضرر. وأفادت الأنباء أنه لم يصب أحد من أفراد الطاقم أثناء التصادم وأن قسم المفاعل النووى بالغواصة لم يتضرر تماما.

## 2017

### غرق UC3Nautilus
في 11 أغسطس 2017، غرقت الغواصة الخاصة UC3 Nautilus قبالة سواحل الدنمارك. تعتقد السلطات الدنماركية أن مالكها بيتر مادسن قام بتخريب الغواصة لإخفاء أدلة على مقتل الصحفية كيم وول. في أكتوبر 2017، اعترف مادسن بتتخريب الغواصة أثناء الرحلة وأدين لاحقًا بقتل الصحفية.

### حادثة ARASan Juan
في ليلة 16 نوفمبر 2017، أُبلغ عن فقد الغواصة الأرجنتينية ARA <i id="mwAcg">San Juan</i> وطاقمها المكون من 44 فردًا في منطقة خليج سان جورج. أُرسلت سفن وطائرات دورية بعيدة المدى من عدة دول، بما في ذلك الأرجنتين والبرازيل وتشيلي وأوروغواي وروسيا والمملكة المتحدة والولايات المتحدة، في مهمة بحث وإنقاذ. ونُشرت غواصات الإنقاذ ورجال الإنقاذ بالمظلات. في 30 نوفمبر، تبددت الآمال في إنقاذ الطاقم على قيد الحياة.
لاحقًا في 16 نوفمبر 2018، حددت شركة Ocean Infinity موقع سان خوان من خلال غواصة يُتحكم فيها عن بُعد. كان الحطام على بعد 460 كيلومترًا (290 ميلًا) جنوب شرق كومودورو ريفادافيا على عمق 907 أمتار (2976 قدمًا). تناثر حطام الغواصة المنفجر على مسافة تصل إلى 70 مترًا (230 قدمًا) من بدن الغواصة.

## 2019

### حريق لوشاريك
في 1 يوليو 2019، تسبب حريق في ما وصفت بغواصة أبحاث روسية في المياه العميقة لمسح قاع البحر بالقرب من القطب الشمالي في مقتل 14 بحارًا. وواجه المسؤولون الروس اتهامات بمحاولة التستر على التفاصيل الكاملة للحادث، وانتقدت بعض وسائل الإعلام الروسية ما وصفته بانعدام الشفافية، ولفتت إلى ندرة المعلومات الرسمية أثناء انهيار مفاعل نووي سوفيتي في تشيرنوبيل في. 1986. بعد يوم واحد، كشفت الحكومة الروسية رسميًا عن الحادث على الغواصة لوشاريك وأقرت بأن السفينة بها مفاعل نووي على متنها.

## 2020

### اصطدام هويغ لندن بغواصةتابعة للبحرية الكورية الجنوبية
في 15 يوليو 2020 وفي الساعة 05:00 بالتوقيت العالمي، اصطدمت السفينة التجارية النرويجية Hoegh London (IMO 9342205) مع غواصة Jang Bogo التابعة للبحرية الكورية الجنوبية بالقرب من جزيرة Gadeokdo، بوسان، كوريا الجنوبية.

## 2021

### اختفاء KRINanggala(402)
في 21 أبريل 2021، أعلن المتحدث باسم البحرية الإندونيسية الأدميرال يوليوس ويدجوجونو أن الغواصة KRI Nanggala فُقدت خلال مناورة تدريبية بالذخيرة الحية في بحر بالي قبالة سواحل سورابايا، على بعد حوالى 95 كيلومتر (51 nmi) شمال بالي، في منطقة يبلغ عمق المياه فيها 700 متر (2,300 قدم).

## روابط خارجية
- الجمعية الأمريكية لمهندسي السلامة. مجلة السلامة المهنية. حوادث الغواصات: تقييم إحصائي لمدة 60 عامًا. C. سبتمبر 2009. الصفحات 31-39. طلب المقال كاملاً: https://www.asse.org/professionalsafety/indexes/2009.php ؛ أو استنساخ رسومات / جداول: http://www.allbusiness.com/government/government-bodies-offices-government/12939133-1.html.